# Cá hồi trắng châu Âu
Cá hồi trắng châu Âu (danh pháp hai phần: Coregonus albula) là một loài cá thuộc chi Cá hồi trắng trong họ Cá hồi. Loài này sinh sống ở các hồ bắc châu Âu, đặc biệt ở Phần Lan, Thụy Điển, Nga và Estonia, và vài hồ ở Vương quốc Anh, bắc Đức và Ba Lan. Nó cũng sống tại các vùng nước lợ nhạt ở vịnh Phần Lan và vịnh Bothnia của biển Baltic.<ref>Ranier Froese và Daniel Pauly (chủ biên). Thông tin Coregonus albula trên FishBase. Phiên bản tháng 10 năm 2009..

## Hình ảnh

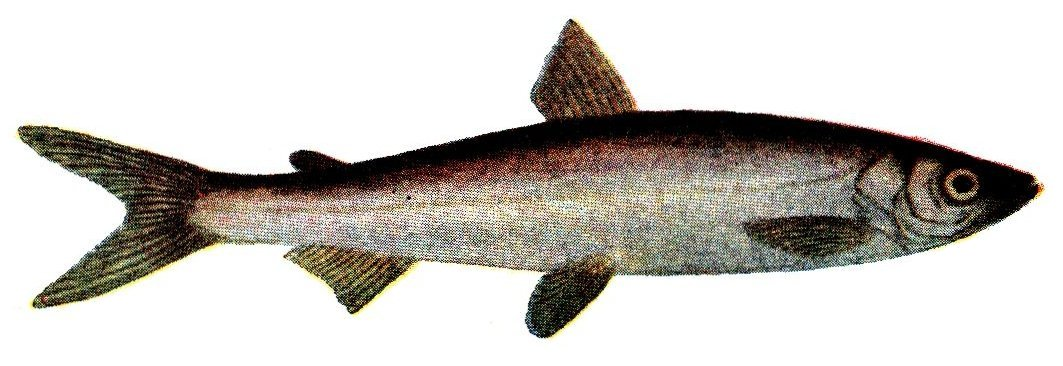
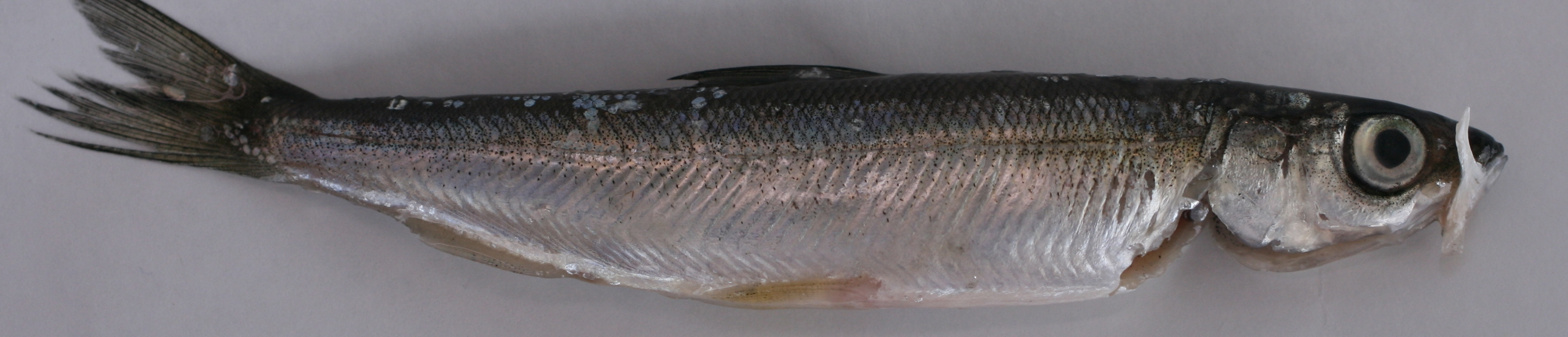
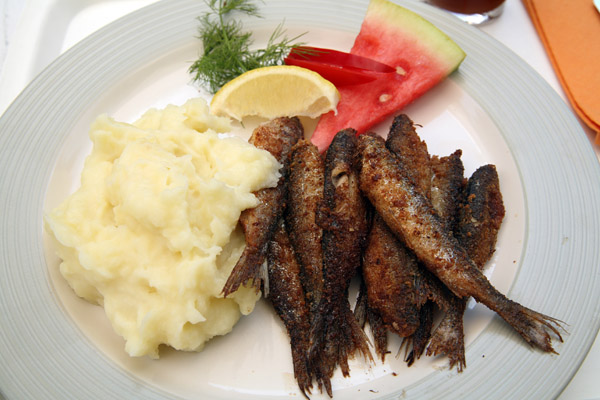